# Квасьно
Квасьно (пол. Kwaśno) — село в Польщі, у гміні Серпць Серпецького повіту Мазовецького воєводства.
Населення — 64 особи (2011).
У 1975—1998 роках село належало до Плоцького воєводства.

## Демографія
Демографічна структура станом на 31 березня 2011 року:
|          | Загалом | Допрацездатний вік | Працездатний вік | Постпрацездатний вік |
| -------- | ------- | ------------------ | ---------------- | -------------------- |
| Чоловіки | 36      | 9                  | 25               | 2                    |
| Жінки    | 28      | 3                  | 17               | 8                    |
| Разом    | 64      | 12                 | 42               | 10                   |